# Муравський шлях

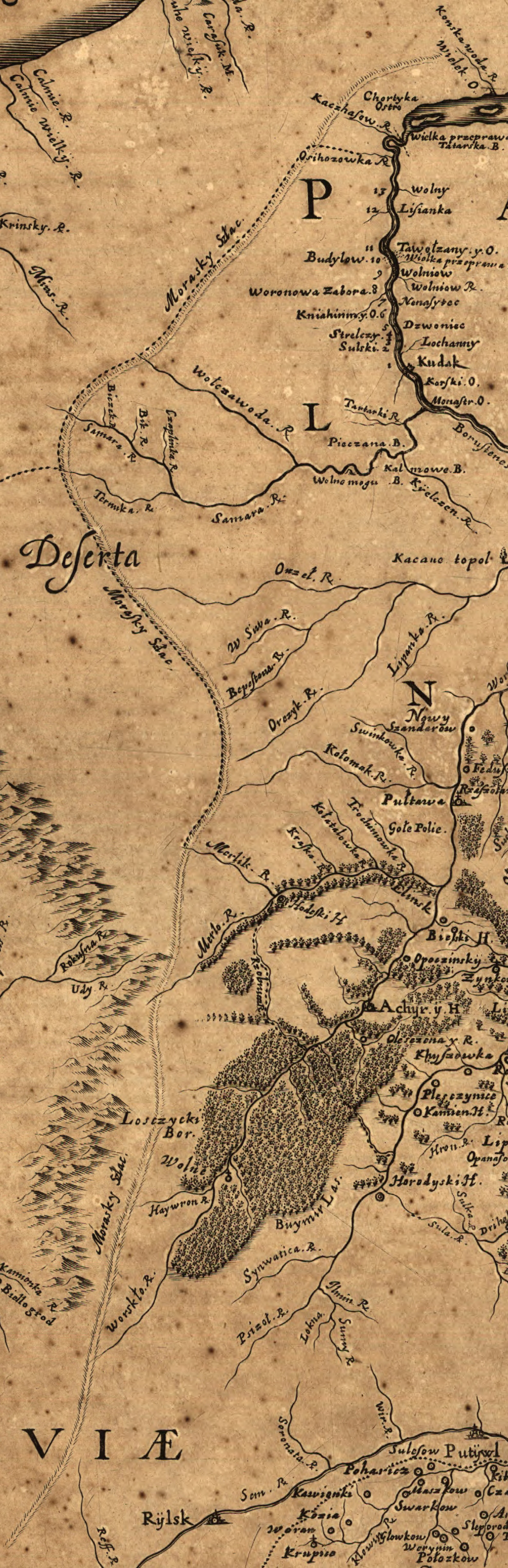
Муравський шлях на мапі Ґійома Левассера де Боплана

Мура́вський шлях — один із найважливіших стратегічних шляхів 16–18 століть, який пролягав із Південної України на північ до кордону з Московською державою. Етимологія назви, за однією з гіпотез, пов'язана з травою-муравою, або споришем (Polygonum). На місці зруйнованих горизонтів ґрунту виростає інший склад трав, що відмінний від звичайної степової рослинності. Мурава була своєрідним індикатором дороги. Низькоросла трава зростала саме в місцях зі збідненими ґрунтами.

## Опис
Шлях починався з Перекопа, йшов на північ між верхів'ями річок Молочні Води і Кінські Води (біля впадіння в Дніпро), перетинав річки Вовчі Води, Самару, Оріль. Далі проходив через територію Харківського і Охтирського полків поблизу міст Коломак і Валки.
Шлях, який відгалужувався від Муравського шляху і проходив вододілом Псла і Ворскли (обидві — ліві притоки Дніпра), у джерелах 17–18 ст. мав назву «сагайдак». Переказ, згідно з яким назва шляху походить від Петра Конашевича-Сагайдачного, не підтверджується документами.
Між верхів'ями річок Осколу, Ворскли, Сіверського Дінця і Сейму Муравський Шлях з'єднувався з Ізюмським шляхом, а біля міста Лівни — з Кальміуським шляхом і далі простягався до міста Тули в Московії.
Муравським шляхом користувалися загони кримських і ногайських татар під час грабіжницьких наскоків на Лівобережну і Слобідську Україну.
Запорізькі козаки контролювали цей шлях на відстані 200 верст. Від річки Оріль по Кінські води були кордони Гетьманщини.
Після спорудження в кінці 17 століття кількох укріплених пунктів татари припинили вторгнення в Україну по Муравському шляху, і він поступово перетворився на торговельний шлях.

## Муравський шлях на картах
1648 р. Гійом Левассер де Боплан Карта — «Delineatio Generalis Camporum Desertorum vulgo Ukraina. Cum adjacentibus Provinciis» (Загальний план Диких полів, простіше кажучи Україна з суміжними провінціями). На карті показаний Чорний Шлях (Czarny slak) та Муравський Шлях (Morasky slak).
1672 р. Гійом Сансон та Юбер Жайо. Карта — «Les Estats dela Couronne de Pologne, subdivises en leurs Palatinats, qui comprennent Le Royaume de Pologne, Le Grand Duche de Lithuanie, Le Duches de Prusse, Mazovie, Samogitie, Les Provinces de Volhynie, et de Podolie, ou est compris L’Ukraine ou Pays des Cosaques» (Землі Корони Польської, розділені на воєводства, які охоплюють Королівство Польське, Велике Князівство Литовське, князівства Пруссія, Мазовецьке, Самоготія, Провінції Волинь і Поділля входять в Україну або в Країну Козаків). Від місць татарських переправ на Дніпрі відходить Чорний шлях (Czarny flack, Chemin que fuiuent les Tartares pour entrer en Pologne), що проходить через Нижнє та Верхнє Поділля аж до Львова, та його відгалуження — Кучманський шлях (Kusmanski flack), який пролягає через Кам’янеччину та Брацлавщину. На Лівобережжі, від Дніпровських порогів на північ до Вязьми (Wiasma), пролягає Муравський шлях (Morawsky fzlak Chemin que suiuent les Tartares pour en trer en Moscovie).
1675 р. Якоб Зандрарт. Карта — «Nova totius Regni Poloniæ Mag'nique Ducatus Lituaniæ cum suis Palatinabus ac confiniis Exacta Delineatio per G. le Vasseur de Beauplan…» (Нова карта усього Польського королівства, Великого князівства Литовського разом з їхніми воєводствами та межами. Укладена капітаном і військовим архітектором Г. Ле Вассером де Бопланом). Від острова Хортиця на північ проведено Муравський шлях (Moravsky Slac) на Московію.
1700 р. Штрідбек Йоганн старший. Карта — «PROVINCIARUM REGNI POLONIÆ GEOGRAPHICA DESCRIPTIO» (Географічний опис провінцій Королівства Польського). На Лівобережжі, від Дніпровських порогів на північ до Вязьми (Wiasma), пролягає Муравський шлях (Morawsky Szlak oder der Weeg welchen die Tartam nehmen in Moskm einzufallen).
1716 р. Штрідбек Йоганн старший та Габріель Боденер. Гравер: Габріель Боденер. Аугсбург. Карта — «COMPENDIOSA POLONIÆ REPRÆSENTATIO POLEN MITT ANGRÆNTZENDEN LÆNDERN» (Географічне зображення Королівства Польщі з включеними землями).  На Правобережжі, нижче Кодака, позначений Чорний шлях (Weg durch welchen die Tartam in Pollen einfallen), що пролягає через Поділля аж до Перемишля (Przemyfl), та його відгалуження — Кучманський шлях (не підписаний) — від Кримського півострова; з півдня на північ, до Смоленська (Smolensko) простягається Муравський шлях на Москву..
1702 р. Йоганн-Баптист Гоманн. Карта — «HANC REGNI POLONIARVM MAGNIQVE DUCATVS LITHVANIAE RUSSIÆ, PRVSSIÆ, MAZOVIÆ, SAMOGITIÆ, KIOVIÆ, VOLHYNIÆ, PODOLIÆ, PODLACHIÆ, LIVONIÆ, SMOLENSCI, SEVERIÆ, ET CZERN. NOVAMETEXACTAM DELINEATIONEM, ADDITÄ GENERALI TABULÄ TOTIUS ELECTORATVS SAXONIAE SERENISSIMO PRINCIPI AC DOMINO DN. CHRISTIANO ERNESTO MARCH. BR POLONICÆ MAIESTATIS SOCERO HUMILLIME D.D.D. AUTHOR ІОН. BAPTISTA HOMANN» (Докладна нова карта Королівства Польщі, Великого князівства Литовського, Русі, Пруссії, Мазовії, Самогітії, Київщини, Волині, Поділля, Підляшшя, Лівонії, Смоленщини, Сіверщини й Чернігівщини, доповнена генеральною картою електорату Саксонії найсвітлішого князя й володаря, п. Христіана Ернеста Б. P., тестя його польської королівської величності, найуклінніше присвячує автор, Йоганн Баптист Гоманн). Від Кодака до Смоленська проходить Муравський шлях (Morawski Slak, Via quam sequuntur Tartari, dum folent intrare in Mofkoviam). Показані гори Карпати (Crapak olim Carpathvs Mons).
1712 р. Йоганн-Баптист Гоманн. Карта — «Vkrania quæ et Terra Cosaccorum cum vicinis Walachiæ, Moldaviæ, Minoris, Tartariæ provinciis» (Україна або Козацька Земля з прилеглими провінціями Валахії, Молдавії й Малої Тартарії). Від Великої татарської переправи (Wielka pzeprawa Tanarska), в околицях Кодака на Дніпрі, до Смоленська (Smolensko) проходить Муравський шлях.
1720 р. Матеус Зойтер. Карта — «Poloniae Regnum ut et Magni Ducatus Lithuaniae Accuratiss. Delineatione Reprasentat. Opera et studio Matth. Seutteri, Chalc. August» (Нова докладна карта Польського королівства й Великого князівства Литовського, старанно накреслена працею і стараннями Матеуса Зойтера). Від Великої татарської переправи (Wielka Preprawa Tatarfka), в околицях Кодака, на Дніпрі до Смоленська (Smolensko) проходить Муравський шлях (Morawfki Slak Via quam sequuntur Tartari dum soient intrare in).

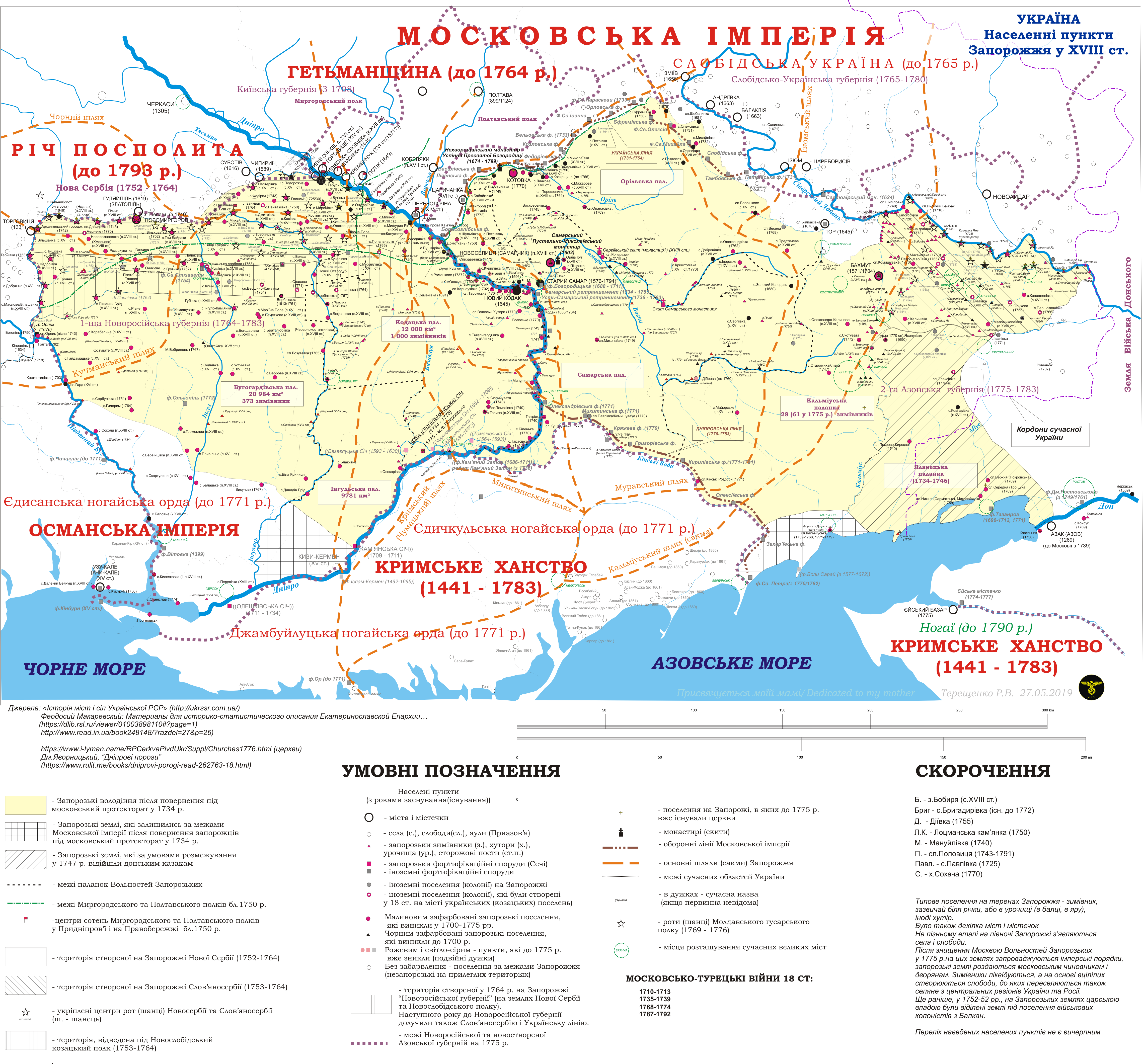
Степові шляхи України у 18 ст.